# Rudolf Knor

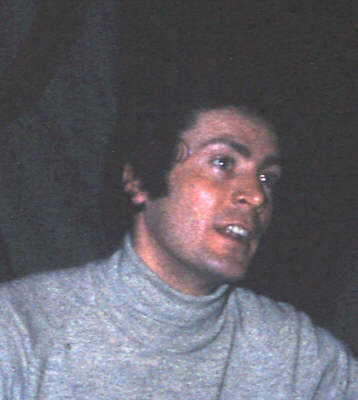
Rudolf Knor während einer Probe zu 'Was ist an Tolen so sexy?' (Herbst 1968)

Rudolf Knor (* 29. Juni 1944 in Wien) ist ein österreichischer Schauspieler.

## Leben
Nach der Matura und seiner Schauspielausbildung am Max-Reinhardt-Seminar in Wien war er an verschiedenen Theatern engagiert. Er spielte in Oberhausen, am Düsseldorfer Schauspielhaus sowie am Tiroler Landestheater. Darüber hinaus ging er auf zahlreiche Tourneen, u. a. mit dem Schweizer Tourneetheater und dem Berliner Tournee Theater. Einem breiteren Publikum wurde Knor bekannt durch sein Mitwirken in den Serien Kottan ermittelt und Kommissar Rex.

## Theater (Auswahl)
- Beute von Joe Orton; Theater Oberhausen, 1967
- Die Räuber von Friedrich Schiller (Razman); Theater Oberhausen, 1968
- Kaspar von Peter Handke (Uraufführung) Einsager; Theater Oberhausen, 1968
- Kaspar Schweizer Tournee-Theater Basel, 1968
- Gerettet von Edward Bond Fred; Theater Oberhausen, 1969, und Staatstheater Nürnberg, 1970
- Zicke-Zacke von Peter Terson Zicke; Theater Oberhausen, 1969
- Tom Jones von Joan Malcapine; Staatstheater Nürnberg, 1969
- Die Geisel von Brendan Behan Grazia; Theater Oberhausen, 1970
- Helden von George Bernhard Shaw Sergius; Tournee mit O.W.Fischer, 1974
- Die Wirtin von Peter Turrini Marchese von Albafiorita; Staatstheater Nürnberg, 1974
- Rattenjagd von Peter Turrini ER; Kneipentheater Creamcheese Düsseldorf, 1976
- König Lear von William Shakespeare Herzog von Burgund; Düsseldorfer Schauspielhaus, 1979
- Das Glücksmädel von Max Reimann und Otto Schwartz; Millowitsch-Theater Köln, 1984
- Fräulein Pollinger von Traugot Krischke; div. Rollen München 2004[3]
- Casanova – Aus meinem Leben Casanova; Tournee 2005[4]
- Frohe Feste von Alan Aykburn  Ronald Brewster-Wright; Tiroler Landestheater, 2007
- Die Katze im Sack von Georges Feydeau; Berliner Tournee-Theater, 2008[5]

## Fernsehen und Film
- 1977–1983: Kottan ermittelt (Fernsehserie, als Schwiegersohn von Kottan in sieben Episoden)
- 1983: Herrenjahre
- 1989: Tatort – Geld für den Griechen (Fernsehreihe)
- 1991: Tatort – Telefongeld
- 1995: Freispiel
- 1995: Kommissar Rex (Fernsehserie, zwei Episoden)
- 1996: Kaisermühlen Blues – Partnerschaften (Fernsehserie, Episodenrolle)
- 2001: Ene mene muh – und tot bist du, Regie: Houchang Allahyari